# Campeonato Sul-Americano de Voleibol Masculino Sub-15
Campeonato Sul-Americano de Voleibol Masculino Sub-15 é um torneio de seleções de voleibol da América do Sul de categoria de base. Sua primeira edição ocorreu em 2014, na Argentina.

## Hitória
Seguindo a proposta da FIVB de incentivar a prática da modalidade entre os mais jovens, a CSV se tornou a primeira confederação a criar um torneio de categoria pré-infantil, como também aconteceu na categoria infantil. Com isso, no ano de 2014 foi realizado na Argentina o primeiro campeonato sub-15 na América do Sul.
Tradicional equipe da modalidade e maior vencedora de todas as categorias, o Brasil não esteve presente na primeira edição do torneio; além deste, Venezuela e Colômbia também não demonstraram interesse em participar. Um total de apenas quatro países competiram em Bariloche: Argentina, Chile, Paraguai e Peru. A Argentina confirmou o favoritismo óbvio e se tornou a primeira campeã da categoria ao bater a surpreendente equipe paraguaia na final. Favorito a fazer a final contra a Argentina, o Chile se viu obrigado a disputar o bronze contra a inexperiente equipe peruana, garantindo assim sua medalha.

## Quadro geral
| Ordem | País      | Medalha de ouro | Medalha de prata | Medalha de bronze | Total |
| ----- | --------- | --------------- | ---------------- | ----------------- | ----- |
| 1     | Argentina | 1               | 0                | 0                 | 1     |
| 2     | Paraguai  | 0               | 1                | 0                 | 1     |
| 3     | Chile     | 0               | 0                | 1                 | 1     |